# Angne & Svullo
Angne & Svullo är en svensk TV-serie från 1988, som mestadels bestod av slapsticksketcher med bröderna Angne (spelad av Hans Crispin) och Svullo (spelad av Micke Dubois).
Angne, vars namn kom från en medarbetare (Agne Jälevik) på SVT:s sportredaktion, var spinkig, försagd och korkad. Svullo var stor, äcklig och högljudd, och likaledes korkad. Sketcherna gick oftast ut på att Angne gjorde någonting som gav Svullo anledning att slå honom. Typiska scenarier var att Angne som TV-reporter intervjuade Svullo eller att Svullo gjorde något otrevligt som Angne förfasade sig över. Replikerna innehöll ofta referenser till då inaktiva kändisar som Owe Thörnqvist och Pekka Langer eller jultomten.
Förutom nämnda duo medverkade även Morsan (Maud Walter) och en något avvikande programpresentatör (Sven Hallberg).
Första gången Crispin och Dubois presenterade idén för SVT:s dåvarande nöjeschef Sven Melander ska denne ha gapskrattat och svarat: ”Ja, ni har ju inget dyrt klädkonto i alla fall”.
Angne och Svullo producerades i sex korta avsnitt som sändes inför miljonpublik (direkt efter såpasuccén Varuhuset) på fredagskvällarna under senhösten 1988. Programmet anmäldes flera gånger till radionämnden. Den gapiga, absurda, smaklösa och ofta våldsamma humorn var när den kom någonting helt nytt för den svenska TV-publiken, och serien blev snabbt ett fenomen som folk pratade om. Trots en liten tittarstorm blev figurerna populära kändisar. Vissa av uttrycken kom att leva kvar långt efter sändningarna, som det nedsättande tillmälet räkodlare, och idrottsgrenarna kast med liten video och Rullstols-VM.
1991 kom de ut med boken A(n)gne och Svullo – här och nu!, samt en köpvideo med samma namn.
Mellan februari och april 1992 visades 10 nya avsnitt i SVT under rubriken Angne och Svullos kvart - 15 minuter alltså som sändes tisdagar 18.45-19.00, dvs på barnprogramstid. Programmen bestod av klipp från filmen Angne och Svullo  - här och nu! blandat med överblivet material från första omgången program 1988, samt inspelade sketcher i SVT:s tidigare Rapportstudio där duon praktiserade trolleri. Det sistnämnda var ett resultat av att SVT upptäckt att materialet inte höll tidsmässigt, och spelades in med kort varsel innan programmen visades. Oftast lyckades Angne med sina trick medan Svullo bluffade vilket Angne upptäckte varpå han fick stryk. I denna omgång fanns även återkommande scener som spelades både fram- och baklänges där Dubois åt falukorvar och Mums-mums, vilket fick TV-publiken att reagera starkt.
Crispin har sedan dess lämnat figuren Angne bakom sig, men Dubois plockade fram figuren vid flera tillfällen fram till sin död 2005.
Programmen finns utgivna på VHS och på DVD. I juli 2025 kom nyheten att en nyutgåva av både DVD och boken "Angne och Svullo här och nu" (enligt uppgift enbart 200 exemplar) släpps under hösten samma år via distributören Ginza. De böcker som finns kvar från 1991 har i bra skick varit värda mellan 500-1500 kronor på andrahandsmarknaden.